# آنتونی هاردوود
آنتونی هاردوود (انگلیسی: Anthony Hardwood؛ زاده ۲۲ فوریهٔ ۱۹۶۷) یک بازیگر پورنوگرافی اهل ایالات متحده آمریکا است.